# TrueNAS
TrueNAS（旧稱FreeNAS）是一套基於FreeBSD和Linux作業系統的開放原始碼的網路儲存設備伺服器系統，由iXsystems进行开发，采用OpenZFS文件系统。

## 历史
TrueNAS源于FreeNAS项目，最初由Olivier Cochard-Labbé在2005年10月开发，基于m0n0wall防火墙和FreeBSD 6.0。Volker Theile在2006年加入项目并在之后领导项目的开发。原本的FreeNAS定位為單純的網路檔案伺服器，但在發布0.684版本之後，由於市面上小型的NAS系統功能越來越多的情況下，FreeNAS漸漸加入P2P、iTunes、PHP Webserver等等的功能。
在2009年Theile认为FreeNAS需要进行彻底重写。考虑到所需更改的范围Theile提出将项目迁移至Debian，然而Cochard-Labbé更希望FreeNAS继续使用BSD。最终Theile同意分叉FreeNAS并最终创建了OpenMediaVault，而FreeNAS将继续留在FreeBSD。由于Cochard-Labbé没有时间继续维护该项目，FreeNAS由iXsystems，一家由原Berkeley Software Design成员创办的公司接替开发。
FreeNAS 8.x在2010年发布，重写了大量的前后端代码，并集成了OpenZFS文件系统。iXsystems也为他们的基于FreeNAS的企业级套件提出了“TrueNAS”品牌。
在2021年iXsystems合并了商业版和开源版的代码，统一称为TrueNAS。特性受限的社区版本被重命名为TrueNAS Core，以和企业版TrueNAS Enterprise区分。
2022年，iXsystems发布了TrueNAS Scale，将TrueNAS移植到了Debian系统上。名字中的“Scale”意在指出其包含的Gluster文件系统和Kubernetes容器编排引擎的横向扩展能力。然而，这两项功能都在之后遭到弃用。
2023年末，iXsystems宣布考虑到TrueNAS Scale的使用率，基于BSD的TrueNAS Core不再进行新功能的开发，未来只会收到维护和安全更新。
2025年1月，iXsystems宣布Scale已经达到了和Core相同的功能和性能等级，Scale将被重命名为社区版（CE, Community Edition），未来所有的开发将会在基于Linux的版本上进行。

## 硬件支持
由于FreeNAS由FreeBSD派生出来，所以FreeNAS支持的硬件平台与FreeBSD完全相同，可以参照FreeBSD的硬件支持列表选择相关硬件。

## 支援功能

### 服務
- Cron Jobs
- CIFS/SMB/网上邻居（samba）
- FTP
- TFTP
- SSH
- NFS
- 蘋果檔案通訊協定
- Rsync-數據鏡像備份工具
- Unison檔案同步機制（英语：Unison (file synchronizer)）
- iSCSI
- UPnP-UPnP影音媒體伺服器
- iTunes/DAAP（英语：Digital Audio Access Protocol）-版本8.0.3取消支援
- 動態DNS
- SNMP
- UPS-UPS支援
- 網頁伺服器
- BitTorrent-BT下載

### 磁碟管理
- 支援S.M.A.R.T.錯誤警報功能（可自動發送E-Mail至指定信箱）
- 軟體RAID磁碟陣列（JBOD、0、1、0+1、5、6）
- 磁碟區加密AES、Blowfish與3DES。
- 網頁版檔案管理系統（檔案總管）

### 網路功能
- 支援IPv6
- 网卡汇聚
- 多網卡支援
- 靜態路由
- 防火牆

### 權限管理
支援傳統Linux使用者權限、AD認證與LDAP認證。

## 特殊功能
- CPU溫度、頻率檢視
- SVG圖表檢視（CPU、網路流量）
- 關機、重新關機排程

## 獎項
- VMware - "Ultimate Virtual Appliance Challenge, Consumer"[2]
- sourceforge.net - Project of the Month January 2007[3]
- InfoWorld - Best of open source in storage[4]

- FreeNAS was featured on the 2006年9月5日2x02 episode of Hak.5。[5]
- FreeNAS was featured on the 2007年3月1日episode 144 of DL.TV。[6]
- FreeNAS was featured on the 2008年7月14日episode 60 of Systm。
- FreeNAS Tour - a series of good tutorials about using FreeNAS
- CryptoNAS（页面存档备份，存于） - NAS especially for encrypted partitions（Debian-based Live-CD, GPL）

## 外部連結
- FreeNAS的首頁（页面存档备份，存于）